# قراجه میدان‌داغی
قراجه میدان‌داغی یکی از روستاهای استان آذربایجان شرقی است که در دهستان کندوان بخش کندوان شهرستان میانه واقع شده‌است خاندان بزرگ دانا یکی از بزرگ ترین خاندان های قراجه است و بزرگ این خاندان اسدالله دانا است  